# Abe Martin of Brown County
Abe Martin of Brown County fou un personatge de tira còmica diària dibuixat per Kin Hubbard (Frank McKinney Hubbard) i publicat de 1904 fins al 1930 en The Indianapolis News. Abe Martin era un personatge alt i sec i un antiheroi, sempre fent bons acudits i refranys populars. Va fer la seva primera aparició el 17 de desembre de 1904. Al principi el nom del comtat no va ser especificat, però en una tira de 3 de febrer de 1905 va anunciar (amb un joc de paraules en anglès) que es traslladava al comtat de Brown. En el seu temps la popularitat del personatge era tal que per 1910 més de 200 diaris van portar la tira i es van fer almanacs especials. Els aficionats més famosos foren George Ade, Will Rogers i James Whitcomb Riley.